# Max Hoff (Illustrator)
Max Hoff (auch Max Hof, eigentlich Maximilian J. A. Hofbauer; * 1903 in Wien; † 1985) war ein österreichischer  Illustrator. Seine bedeutendsten Werke waren Werbedrucke für Simpsons of Piccadilly und die Astor Zigaretten. Sein Zeichnungsstil stellte wunderbar die Mode der 1950er und 1960er Jahre in Westeuropa und Nordamerika dar.

## Biographie

### Die Anfänge
Max Hoff studierte Porträt- und Landschaftsmalerei an der Wiener Akademie der bildenden Künste, wo er sich vor allem einen Namen durch seine Illustrationen der Bühnenbilder und Kostüme machte. Einige seiner Modedarstellungen sind in dem europäischen Journal International Textiles unter der Alias Max Hof veröffentlicht worden, wo Alec Simpson – der Gesellschafter von Simpsons of Piccadilly – sie zum ersten Mal sah.

### Simpsons of Piccadilly
In 1936 brachte Alec Simpson Max Hoff – im Alter von 33 Jahren – nach London und beauftragte diesen mit der Erstellung von Illustrationen gut aussehender, strahlender, sportlicher Männer, die Simpson Kleidung trugen. Seitdem repräsentierten Hoffs Zeichnungen den Simpson-Stil ein Vierteljahrhundert lang, ergänzt später – als Simpson Damenmode in sein Angebot aufnahm – durch modische, elegante und charmante Damen.
Zunächst für Postwurfsendungen verwendet, wurden Hoffs Illustrationen zum Markenzeichen von Simpson. Bill Crawford – der Werbeberater von Simpsons – erkannte schnell die Ausdrucksstärke des Zeichenstils und, als Hitler 1938 Österreich annektierte – überzeugte Max Hoff nach London umzuziehen. Dort heiratete Hoff im Dezember desselben Jahres Margarete Popper und ebenfalls dort sind später seine beiden Kinder zur Welt gekommen.
Hoffs Zeichnungen von tadellos gekleideten und sich wohl fühlenden Männern, fast immer lächelnd und entspannt dargestellt, wurden zum Markenzeichen der Werbedrucke von Simpsons und DAKS Männermode bis zu den frühen 1960ern.
Hoff arbeitete auch als Buchgestalter. Sein Schutzumschlag von Tolstois Die Kreutzersonate und Die Kosaken von 1951 bei der Droemerschen Verlagsbuchhandlung zeigt eine Frauenfigur, die bereits die typische Gestalt (in Gesichtsausdruck, Haartracht und Faltenwurf) seiner späteren Arbeiten aufweist.

### FeWa und Astor Zigaretten
Bereits Ende der 1950er Jahre begann Hoff für die deutsche Werbeagentur Hanns W. Brose GmbH und deren charismatischen Namensgeber und Eigentümer Hanns Walter Brose in Frankfurt am Main zu arbeiten. 1958, in einer kurzen Werbekampagne von nur acht Anzeigen – begründet durch das limitierte Budget vom Auftraggeber Böhme Fettchemie GmbH – warben seine Illustrationen für FeWa FeinWaschmittel.
Die Zusammenarbeit mit Brose funktionierte sehr gut, so dass – als Simpson entschied seine Werbekampagne zu erneuern – Hoff ab 1961 exklusiv für die Hanns W. Brose GmbH zeichnete.
Ursächlich hierfür war ebenfalls, dass Hanns W. Brose, der die Marke Astor Zigaretten von Reemtsma seit Jahren unter Vertrag hatte, einen zusätzlichen Werbevertrag über Reemtsmas weitere Zigarettenmarke Haus Neuerburg abschließen wollte. Daher verständigte er sich 1956 mit Philipp F. Reemtsma die Werbung für Astor in seine Niederlassung nach Hamburg zu verlegen, die von seinem Sohn Heinz Martin Brose geführt worden ist.
In 1961 beschloss Heinz Martin Brose die Werbekampagne für Astor Zigaretten von Grund auf zu erneuern und engagierte Hoff hierfür. So begann Hoffs bekannteste Werbekampagne Rendezvous der Prominenz, die bis 1967 lief. Die Zielgruppe war zunächst die deutsche und später die internationale feine Gesellschaft. Max Hoff fertigte mehr als 200 Zeichnungen für diese Serie an, die in vielen Ländern lief und in mindestens sechs Sprachen für Astor warb.

## Notizen
1. ↑  Das Museum der Arbeit Hamburg, Reemtsma-Firmenarchiv, nennt abweichend davon die Lebensjahre 1905-1994

| Personendaten    | Personendaten                        |
| ---------------- | ------------------------------------ |
| NAME             | Hoff, Max                            |
| ALTERNATIVNAMEN  | Hof, Max; Hofbauer, Maximilian J. A. |
| KURZBESCHREIBUNG | österreichischer Illustrator         |
| GEBURTSDATUM     | 1903                                 |
| GEBURTSORT       | Wien                                 |
| STERBEDATUM      | 1985                                 |